# Pretinha
Delma Gonçalves, mais conhecida como Pretinha, (Rio de Janeiro, 19 de maio de 1975) é uma ex-futebolista brasileira que atuava como ponta-direita e ponta-esquerda.

## Carreira

### Início
Quando criança, Pretinha jogava futebol com os irmãos nas ruas do Rio. Ingressou em seu primeiro clube, o Mendanha Futebol Clube, aos 14 anos.

### Vasco da Gama
Pretinha foi contratada pela seção feminina do Vasco da Gama em 1993, após ser convocada pela seleção brasileira. Depois da Copa, Pretinha foi para o Clube dos Subtenentes e Sargentos do II Exército, onde ficou até 1993. Pretinha vestiu a camisa do Vasco entre os anos de 1993 e 2000, conquistando o pentacampeonato carioca pelo Vasco de 1996 a 2000, sendo artilheira de todas as cinco edições do campeonato e uma segunda passagem entre 2004 a 2006. Quatro títulos nacionais e marcando 75 gols com a camisa cruzmaltina. Além disso, a ídola vascaína é a maior jogadora e maior artilheiro da história do clube.  Ela também conquistou o Torneio Início do Rio de Janeiro em 1999 e 2000.
Pretinha ganhava cerca de US$ 3.400 por mês com seu contrato com o Vasco quando deixou o time rumo a terra do Tio Sam.

### Washington Freedom
Quando a liga norte-americana de futebol feminino  United Soccer Association (WUSA) começou em 2001, pretinha e a compatriota Roseli foram designadas para o Washington Freedom no draft inaugural. Pretinha marcou o único gol da primeira partida do campeonato; um pênalti no segundo tempo no jogo contra o Bay Area CyberRays.
Com quatro gols em seus primeiros cinco jogos, Pretinha liderou as tabelas de artilharia do início da temporada, contudo caiu de rendimento e terminou a campanha com cinco gols, tendo jogado em todos os 21 jogos do campeonato. No final da primeira temporada, o Washington trocou Pretinha com o CyberRays.

### San Jose CyberRays
Em 2002 assinou com en:San Jose Cyber Rays, técnico Ian Sawyers apostou em um fato novo e passou a escalar Pretinha no meio-campo.Pretinha estava tendo uma ótima época, porém perdeu o final da campanha do CyberRays em 2003 após romper o ligamento cruzado anterior do joelho direito durante um amistoso internacional entre Brasil e Estados Unidos em julho de 2003.

### INAC Leonessa
Após dois anos sem atuar, devido o colapso da WUSA e a falta de estrutura no futebol feminino do Brasil, Pretinha ficou sem clube enquanto se recuperava da lesão. Ela jogou nas Olimpíadas de Atenas como agente livre, assim Pretinha assinou com o INAC Kobe Leonessa, do Japão em 2005.

### Icheon Daekyo
Em 2009, transferiu-se para o Icheon Daekyo da Coreia, onde jogou até 2015.

### Seleção Brasileira
Quando a Seleção Brasileira estava se preparando para primeira  Copa do Mundo da FIFA em 1991, elas fizeram um jogo-treino contra um time da Liga Desportiva de Nova Iguaçu, onde Pretinha com então 16 anos jogava. O Brasil venceu com facilidade, mas Pretinha se destacou sendo adicionada ao plantel da seleção para a Copa do Mundo. A viagem de avião para Guangdong na China foi a primeira vez que a jovem Pretinha viajou para fora do estado do Rio de janeiro.
Pretinha fez carreira na seleção brasileira feminina de futebol, jogou entre 1991 e 2014 e participou de 4 Copas do Mundo e 4 Olimpíadas, inclusive nas campanhas em que a seleção ganhou a medalha de prata, em 2004, 2007 e 2008.
Nos Jogos de Olímpicos de Atlanta, em 1996, Pretinha se torna a primeira jogadora brasileira a marcar um gol em jogos olímpicos, sendo ainda a artilheira nessa edição dos jogos.
Em 2003 sofreu uma lesão no joelho a afastou da seleção brasileira para a Copa do Mundo de 2003, durante um amistoso entre Brasil e Estados Unidos.
Atuando pela seleção brasileira, foi vice-campeã olímpica e artilheira em Atenas 2004.
Na Copa do Mundo, marcou 1 gol no 2º torneio (1995), 3 gols no 3º torneio (1999) e no 5º torneio (2007), marcou um gol e contribuiu para o vice-campeonato.
Nas Olimpíadas de Pequim (2008), ganhou novamente a medalha de prata.
Foi convocada para a seleção pela última vez em 2014. Pretinha encerrou sua carreira em 2015 como a segunda maior artilheira em jogos Olímpicos.

## Títulos
Vasco da Gama
- Campeonato Carioca: 1996, 1997, 1998, 1999 e 2000[17]
- Campeonato Brasileiro 1993, 1994, 1995 e 1998[18]
- Torneio Início do Rio de Janeiro: 1999 e 2000

Icheon Daekyo
- Primeira divisão de futebol feminino da Coreia do Sul: 2009, 2011 e 2012

Seleção Brasileira
- Copa América Feminina: 1995, 1998 e 2003
- Jogos Pan-Americanos: 2007
- Jogos Olímpicos (medalha de prata): 2004 e 2008